# (2894) Kakhovka
(2894) Kakhovka es un asteroide perteneciente al cinturón de asteroides, descubierto el 27 de septiembre de 1978 por la astrónoma soviética Liudmila Chernyj desde el Observatorio Astrofísico de Crimea (República de Crimea, Rusia).

## Designación y nombre
Designado provisionalmente como 1978 SH5. Fue nombrado en homenaje a la ciudad ucraniana Kajovka.